# Elizaveta Fëdorovna Ermolaeva
Elizaveta Fëdorovna Ermolaeva, in russo Елизавета Фëдоровна Ермолаева? (Arcangelo, 1851 – dopo il 1884), è stata una rivoluzionaria russa.

## Biografia
Figlia del nobile Fëdor Ermolaev, colonnello dell'esercito, studiò nel ginnasio di Archangel'sk e nel 1874 visse a Mosca insieme con Efruzina Supinskaja, Larisa Zarudneva, Julija ed Elena Prušakevič, facendo parte di un gruppo di čajkovcy che trascrivevano libri illegali stampati poi nella tipografia clandestina di Ippolit Myškin. Alla stampa dei fogli seguiva la confezione dei libri eseguita in un laboratorio di Saratov.
Il 9 giugno 1874 fu arrestata in seguito alla perquisizione che portò la polizia a scoprire l'organizzazione, ma presto fu rilasciata. Si trasferì a Pietroburgo ma rimase sotto segreta sorveglianza e l'8 settembre 1875 fu nuovamente arrestata. Imputata al «processo dei 193», la sentenza emessa il 4 febbraio 1878 stabilì che la Ermolaeva non aveva fatto parte di nessun gruppo illegale ma era a conoscenza della loro esistenza e non aveva denunciato il fatto alle autorità. Condannata a sei mesi di reclusione, essendo la pena già stata ampiamente scontata durante la carcerazione preventiva, fu rilasciata e assegnata al soggiorno obbligato.
Nell'agosto del 1878 si stabilì a Tjumen', dove sposò Semën Geller, un seguace di Dolgušin. La scoperta di lettere compromettenti le costò un nuovo arresto nel luglio del 1879, Incarcerata a Jalutorovsk, nel giugno del 1880 fu liberata e confinata a Turinsk, da dove ottenne di trasferirsi l'anno dopo a Jakutsk per poi riunirsi al marito relegato nel campo di lavoro di Bajagantajsk. Dal 1884 mancano notizie dei due coniugi.